# 杜寶晉
杜宝晋主教（英語：Bishop Peter Tou Pao-zin，1911年3月19日—1986年5月5日），罗马天主教主教。
杜寶晉1911年3月19日生，1937年4月27日晋铎，1961年3月21日教宗若望二十三世任命为新竹教区主教，1961年5月21日於羅馬祝圣晉牧为主教，1983年6月29日卸任，1986年5月5日逝世。